# Rhinopoma macinnesi
Rhinopoma macinnesi is een zoogdier uit de familie van de klapneusvleermuizen (Rhinopomatidae). De wetenschappelijke naam van de soort werd voor het eerst geldig gepubliceerd door Hayman in 1937.